# Empire (филмски часопис)
Емпајер је британски филмски часопис који месечно објављује Бауер медија група. Часописје од првог броја које је изашао у јулу 1989. уређивао Бари Макилхени и објављивао га је Емап Интернашонал Лимитед. Бауер је откупио магазин од Емапа почетком 2008. године.
Емпајер је данас најпродаванији филмски часопис у Уједињеном Краљевству и такође излази у Сједињеним Америчким Државама, Аустралији, Турској, Русији и Португалији.
Емпајер сваке године организује доделу Емпајер награда чији је спонзор раније био Сони Ериксон, док их тренутно спонзорише Џејмсон. Читаоци часописа гласањем одлучују о добитнику награде.